# Edward Howard (vetenskapsman)
Edward Charles Howard FRS, född den 28 maj 1774 i Sheffield, död den 28 september 1816,, yngste son till 11:e hertigen av Norfolk, var en brittisk kemist som har kallats "den förste kemiingenjören av någon betydelse".
År 1800 belönades Howard med Copleymedaljen från Royal Society för sitt arbete kring kvicksilver. Han upptäckte knallkvicksilver, ett kraftfullt sprängämne. 1813 uppfann han en metod att raffinera socker, som fortfarande är i bruk.  
Howard var även intresserad av meteoriters sammansättning, särskilt "naturligt järn".  Han fann att många av dem innehöll en legering av nickel och järn som inte fanns på jorden, och att de därför måste ha fallit ned från skyn.  En typ av meteorit är nu känd under namnet howardit.